# Ceratophysella meridionalis
Ceratophysella meridionalis är en urinsektsart som först beskrevs av Josef Nosek och Cervek 1967.  Ceratophysella meridionalis ingår i släktet Ceratophysella och familjen Hypogastruridae. Inga underarter finns listade i Catalogue of Life.